# Verwaltungsgemeinschaft Türkenfeld
Die Verwaltungsgemeinschaft Türkenfeld im oberbayerischen Landkreis Fürstenfeldbruck wurde im Zuge der Gemeindegebietsreform am 1. Mai 1978 gegründet. Ihr gehörten die Gemeinden Grafrath, Kottgeisering, Schöngeising und Türkenfeld an. Sitz der Verwaltungsgemeinschaft war Türkenfeld. 
Mit Wirkung ab 1. Januar 1980 wurde die Gemeinde Türkenfeld entlassen. Der Sitz der Verwaltungsgemeinschaft wurde nach Grafrath verlegt und der Name in „Verwaltungsgemeinschaft Grafrath“ geändert.